# Anastassija Kowalenko
Anastassija Oleksandriwna Kowalenko (ukrainisch Анастасія Олександрівна Коваленко, englische Transkription: Anastasiya Kovalenko; * 8. November 1991 in Krementschuk als Anastassija Oleksandriwna Kowaltschuk, ukrainisch Анастасія Олександрівна Ковальчук, englische Transkription: Anastasiya Kovalchuk) ist eine ukrainische Billardspielerin, die in der Billardvariante Russisches Billard antritt.
Sie wurde 2016 und 2018 Vizeweltmeisterin in der Disziplin Freie Pyramide. Daneben wurde die neunmalige ukrainische Meisterin 2014 Vizeeuropameisterin.

## Leben
Kowalenko wurde 1991 in Krementschuk geboren, wo sie auch aufwuchs. Nach dem Schulabschluss studierte sie ab 2008 in ihrer Heimatstadt an der Universität für Wirtschaft, Informationstechnologien und Management Englisch und Deutsch.
Zu ihren Hobbys gehört unter anderem Poker, das sie in einem Sportpokerclub spielt.
Kowalenko ist verheiratet und Mutter einer Tochter.

## Karriere

### 2003–2011: Anfänge und erste Erfolge
In ihrer Jugend war Anastassija Kowalenko erfolgreiche Tänzerin und erreichte unter anderem einen zweiten und dritten Platz bei ukrainischen Meisterschaften. Im Alter von zwölf Jahren begann sie mit dem Billardspielen, nachdem sie durch ihren damaligen Tanzpartner auf den Sport aufmerksam geworden war.
Nachdem sie 2006 das Viertelfinale erreicht hatte, erzielte Kowalenko 2007 ihren ersten größeren Erfolg, als sie bei der Jugendeuropameisterschaft ins Finale einzog, in dem sie der Russin Nadeschda Demtschenko mit 1:5 unterlag. Im selben Jahr gab sie ihr Europacupdebüt. Nachdem sie bei der Jugend-EM 2008 erneut unter die besten acht gekommen war, gelangte sie 2009 in Chmelnyzkyj im Europacup erstmals über die Vorrunde hinaus und erreichte schließlich das Viertelfinale, in dem sie gegen Anna Majstrenko verlor. Im folgenden Jahr erreichte sie im Europacup einmal das Achtelfinale.
Anfang 2011 nahm sie bei den Erwachsenen erstmals an den ukrainischen Meisterschaften teil und erlangte gleich ihre ersten Medaillen. Während sie in der Kombinierten Pyramide im Halbfinale gegen Wiktorija Iwanowa ausgeschieden war, sicherte sie sich in der Freien Pyramide ihren ersten Meistertitel, als sie sich im Endspiel gegen Tetjana Tutschak mit 4:1 durchsetzte. Wenig später folgte ihre erste EM-Teilnahme, die jedoch bereits in der Vorrunde endete. Im August 2011 zog sie beim ukrainischen Unabhängigkeitspokal ins Endspiel ein und verlor mit 3:5 gegen Schanna Schmattschenko. Zwei Monate später spielte sie in Kiew erstmals bei der Weltmeisterschaft mit, bei der sie in der Vorrunde unter anderem gegen Kazjaryna Perepetschajewa gewann, schließlich aber den Einzug in die Finalrunde verpasste. Im selben Jahr begann sie, am Weltcup teilzunehmen, schied dort jedoch zumeist früh aus.

### 2012–2015: Internationaler Durchbruch

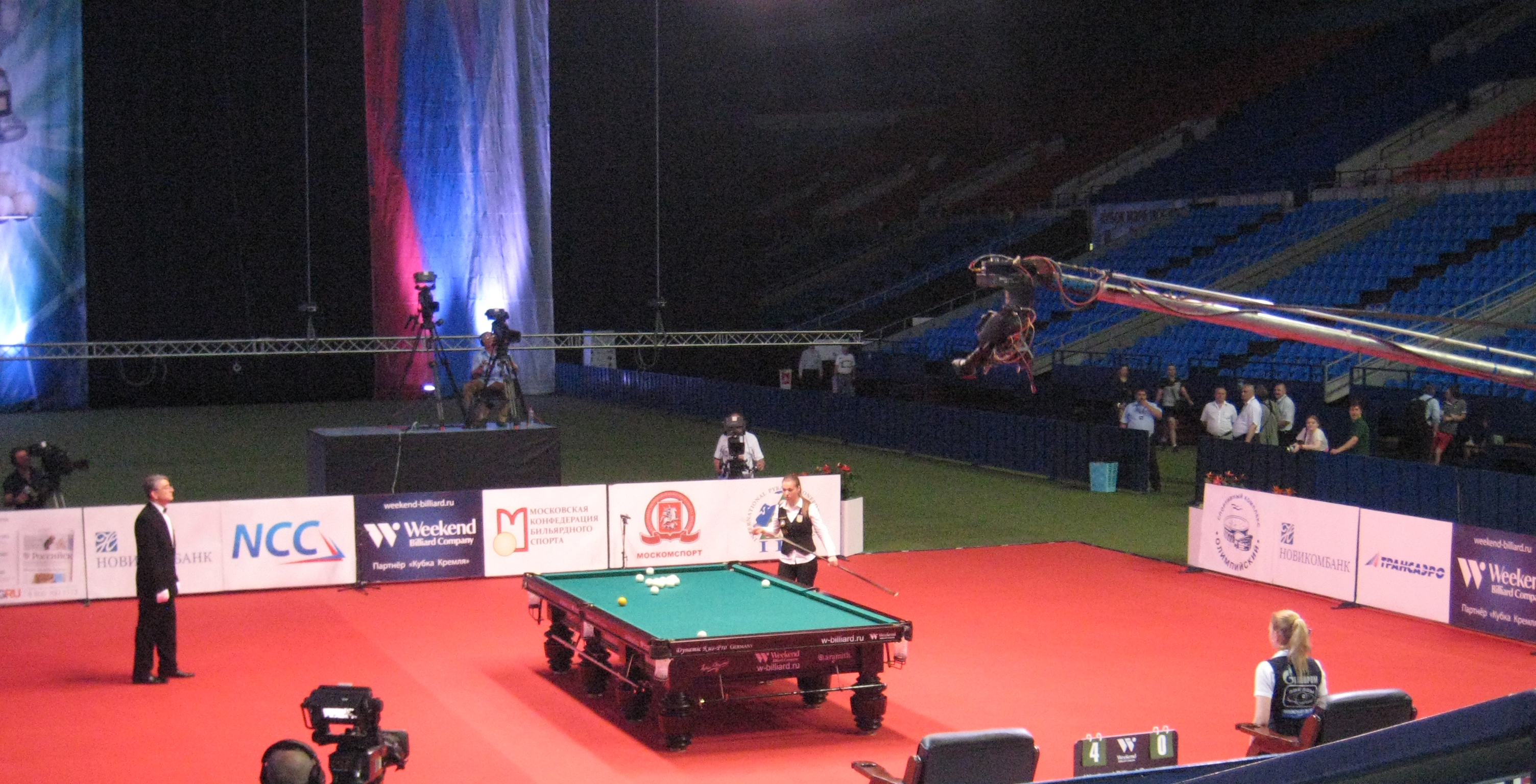
Kowalenko im Finale des Moskauer Bürgermeisterpokals 2014

Im Mai 2012 gelangte Kowalenko im ukrainischen Pokal erstmals ins Halbfinale. Zwei Wochen später gewann sie auch bei der EM 2012 ihre erste Medaille, als sie unter anderem die ehemalige Weltmeisterin Olga Milowanowa besiegte und erst im Halbfinale gegen Wolha Dabryjan verlor. Im September erzielte sie durch einen 5:4-Finalsieg gegen Marija Pudowkina ihren ersten Turniersieg im ukrainischen Pokal. Zwei Wochen danach gelang ihr bei der Freie-Pyramide-Meisterschaft im Endspiel gegen Anna Kotljar mit 5:2 die Titelverteidigung. Wenig später erreichte sie das Viertelfinale der Freie-Pyramide-WM, das sie gegen Wolha Dabryjan verlor, und das Halbfinale beim Kremlin Cup, in dem sie Olga Milowanowa unterlag, bevor sie bei der Dynamische-Pyramide-WM in der Vorrunde ausschied. Am Jahresende gewann sie im Endspiel gegen Marija Pudowkina mit 4:3 das Finalturnier des ukrainischen Pokals.
Anfang 2013 wurde Kowalenko zum ersten Mal ukrainische Meisterin in der Kombinierten Pyramide, nachdem sie das Finale gegen Alissa Loboda mit 4:3 gewonnen hatte. Wenig später gelangte sie auch im Pokal ins Endspiel, musste sich nun jedoch Marija Pudowkina mit 2:4 geschlagen geben. Nachdem sie beim zweiten Pokalturnier des Jahres die Bronzemedaille gewonnen hatte, erreichte sie bei der Freie-Pyramide-WM das Viertelfinale, in dem sie ihrer Landsfrau Walerija Wassyljewa nur knapp mit 4:5 unterlag. Beim Kremlin Cup gelangte sie wie im Vorjahr ins Halbfinale und unterlag diesmal der Russin Polina Jaroschewitsch. Beim Abschlussturnier des ukrainischen Pokals kam es zu einer Neuauflage des Vorjahresfinals, in dem sich Kowalenko nun jedoch Marija Pudowkina mit 0:4 geschlagen geben musste.
Im Mai 2014 gewann Kowalenko den Bürgermeisterpokal in Moskau, nachdem sie im Endspiel die Titelverteidigerin Diana Mironowa mit 5:2 besiegt hatte. Wenige Wochen später kam es bei der Europameisterschaft zu einer weiteren Finalbegegnung der beiden, in der sich Kowalenko nun mit 2:5 geschlagen geben musste. Im September erreichte sie bei den Minsk Open das Halbfinale und wenig später schied sie beim Kremlin Cup im Achtelfinale aus. Bei der Freie-Pyramide-WM scheiterte sie 2014 zum dritten Mal in Folge im Viertelfinale, diesmal an Sarjana Prytuljuk. Im Dezember 2014 gewann sie das Finalturnier des ukrainischen Pokals, nachdem sie bis dahin bei den Turnieren der Serie in diesem Jahr nicht über einen fünften Platz hinausgekommen war.
Anfang 2015 wurde Kowalenko durch einen 4:2-Finalsieg gegen Marija Pudowkina zum zweiten Mal in Folge ukrainische Meisterin in der Kombinierten Pyramide. Nachdem sie im Weltcup im Achtelfinale und bei der EM 2015 im Viertelfinale ausgeschieden war, gewann sie durch zwei Endspielsiege gegen Marija Pudowkina den ukrainischen Pokal (5:1) und die Meisterschaft in der Dynamischen Pyramide (4:1). Im Oktober 2015 gewann sie ihre erste WM-Medaille, als sie im finnischen Imatra bei der Dynamische-Pyramide-WM unter anderem Titelverteidigerin Olga Milowanowa besiegte und im Halbfinale der späteren Weltmeisterin Diana Mironowa unterlag. Anschließend schied Kowaltschuk dreimal in Folge im Viertelfinale aus; beim Kremlin Cup, beim Weltcup-Finalturnier und bei der Freie-Pyramide-WM.

### Seit 2016: Zweimal Vizeweltmeisterin
In das Jahr 2016 startete Kowalenko mit einem zweiten Platz im ukrainischen Pokal sowie Bronzemedaillen bei der Kombinierte-Pyramide-Meisterschaft und im Weltcup. Beim Bürgermeisterpokal in Moskau schied sie im Viertelfinale aus. Wenig später belegte sie bei den beiden weiteren nationalen Meisterschaft dieses Jahres den dritten Rang und gewann im Endspiel gegen Radyka Ljubytsch (4:3) zum fünften Mal ein Pokalturnier. Beim Kremlin Cup 2016 schied sie im Achtelfinale gegen Elina Nagula aus. Im Dezember 2016 zog sie bei der Freie-Pyramide-WM in Kasan als fünfte Ukrainerin in ein WM-Endspiel ein. Nachdem sie unter anderem Titelverteidigerin Marija Pudowkina und Kazjaryna Perepetschajewa besiegt hatte, musste sie sich im Finale jedoch der Rekordweltmeisterin Diana Mironowa mit 0:5 geschlagen geben. Wenig später verlor sie beim Finalturnier des ukrainischen Pokals das Endspiel gegen Anna Kotljar (4:5).
Im April 2017 nahm Kowalenko erstmals an der WM in der Kombinierten Pyramide teil und schied in der ersten Runde gegen Anna Kotljar aus. Auch bei den folgenden Turnieren schied sie frühzeitig aus, darunter der Bürgermeisterpokal in Moskau. Erst in der zweiten Jahreshälfte gelangen ihr wieder bessere Ergebnisse, als sie durch einen 5:0-Finalsieg gegen Schanna Schmattschenko ein Pokalturnier und im Endspiel gegen Sarjana Prytuljuk mit 5:2 zum insgesamt sechsten Mal ukrainische Meisterin wurde und zum zweiten Mal in der Dynamischen Pyramide. Kurz darauf erreichte sie beim Kremlin Cup das Halbfinale und verlor gegen Diana Mironowa. Nachdem sie bei der ukrainischen Freie-Pyramide-Meisterschaft Dritte geworden war, gewann sie im Endspiel gegen Anna Kotljar mit 5:3 das Pokal-Finalturnier.
Anfang 2018 wurde Kowalenko durch einen 4:3-Finalsieg gegen Anna Kotljar zum dritten Mal ukrainische Meisterin in der Kombinierten Pyramide, wodurch sie zur alleinigen Rekordsiegerin in dieser Disziplin wurde. Wenig später belegte sie bei der Meisterschaft im Triathlon aus den drei Disziplinen den dritten Platz. Bei der Dynamische-Pyramide-WM 2018 erreichte sie das Viertelfinale, in dem sie der späteren Weltmeisterin Kazjaryna Perepetschajewa nur knapp mit 4:5 unterlag. Beim Moskauer Bürgermeisterpokal zog sie nach 2014 zum zweiten Mal ins Endspiel ein und verlor erneut gegen Diana Mironowa (4:5). Nachdem sie im Weltcup ein Viertelfinale erreicht hatte und beim Kremlin Cup in der Runde der letzten 32 ausgeschieden war, zog sie am Jahresende zum zweiten Mal in Folge ins Finale der Freie-Pyramide-WM ein, in dem sie wie bereits 2016 gegen Diana Mironowa (2:5) verlor.
Im Februar 2019 gelang Kowalenko bei der ukrainischen Meisterschaft in der Kombinierten Pyramide im Endspiel gegen Ljubow Schyhajlowa mit 4:0 die Titelverteidigung. Wenig später erreichte sie in derselben Disziplin bei der Weltmeisterschaft das Viertelfinale, in dem sie der Russin Marija Karpowa unterlag. Beim Moskauer Bürgermeisterpokal 2019 gelangte sie ins Halbfinale und verlor dort gegen Diana Mironowa. Wenige Wochen danach schied sie auch bei der Freie-Pyramide-WM 2019 im Semifinale gegen Mironowa aus. Ende August 2019 wurde sie durch einen 4:1-Finalsieg gegen Marija Pudowkina zum dritten Mal nationale Meisterin in der Dynamischen Pyramide.
2020 wurde Kowalenko ukrainische Studentinnenmeisterin und schied beim Heraldic Billiards Club in Switlowodsk in der Vorrunde aus.
Anfang 2022 gewann Kowalenko durch einen 5:1-Finalsieg gegen Marija Skotschuk fünf Jahre nach ihrem letzten Sieg wieder ein Turnier des ukrainischen Pokals.

### Poolbillard
Obwohl Kowalenko zuvor nie Poolbillard gespielt hatte, nahm sie 2012 an der ukrainischen Meisterschaft teil und erreichte in der Disziplin 9-Ball das Halbfinale, in dem sie der späteren Meisterin Kateryna Polowyntschuk mit 4:7 unterlag. Die Spielregeln bekam sie während des Turniers von ihren Gegnerinnen erklärt.

## Erfolge
| Ergebnis   | Jahr   | Turnier                                | Finalgegnerin          | Endstand |
| ---------- | ------ | -------------------------------------- | ---------------------- | -------- |
| Finalistin | 2007   | Jugendeuropameisterschaft (Fr. Pyr.)   | Nadeschda Demtschenko  | 1:5      |
| Siegerin   | 2011   | Ukrainische Meisterschaft (Fr. Pyr.)   | Tetjana Tutschak       | 4:1      |
| Finalistin | 2011   | Ukrainischer Unabhängigkeitspokal      | Schanna Schmattschenko | 3:5      |
| Siegerin   | 2012/3 | Ukrainischer Pokal (Fr. Pyr.)          | Marija Pudowkina       | 5:4      |
| Siegerin   | 2012   | Ukrainische Meisterschaft (Fr. Pyr.)   | Anna Kotljar           | 5:2      |
| Siegerin   | 2012/F | Ukrainischer Pokal (Fr. Pyr.)          | Marija Pudowkina       | 4:3      |
| Siegerin   | 2013   | Ukrainische Meisterschaft (Komb. Pyr.) | Alissa Loboda          | 4:3      |
| Finalistin | 2013/1 | Ukrainischer Pokal (Fr. Pyr.)          | Marija Pudowkina       | 2:4      |
| Finalistin | 2013/F | Ukrainischer Pokal (Fr. Pyr.)          | Marija Pudowkina       | 0:4      |
| Siegerin   | 2014   | Moskauer Bürgermeisterpokal            | Diana Mironowa         | 5:2      |
| Finalistin | 2014   | Europameisterschaft (Fr. Pyr.)         | Diana Mironowa         | 2:5      |
| Siegerin   | 2014/F | Ukrainischer Pokal (Fr. Pyr.)          | Polina Kusnytschenko   | (5:2) 1  |
| Siegerin   | 2015   | Ukrainische Meisterschaft (Komb. Pyr.) | Marija Pudowkina       | 4:2      |
| Siegerin   | 2015   | Ukrainischer Pokal (Fr. Pyr.)          | Marija Pudowkina       | 5:1      |
| Siegerin   | 2015   | Ukrainische Meisterschaft (Dyn. Pyr.)  | Marija Pudowkina       | 4:1      |
| Finalistin | 2016/1 | Ukrainischer Pokal (Fr. Pyr.)          | Marija Pudowkina       | 4:5      |
| Siegerin   | 2016/2 | Ukrainischer Pokal (Fr. Pyr.)          | Radyka Ljubytsch       | 4:3      |
| Finalistin | 2016   | Weltmeisterschaft (Freie Pyramide)     | Diana Mironowa         | 0:5      |
| Finalistin | 2016/F | Ukrainischer Pokal (Fr. Pyr.)          | Anna Kotljar           | 4:5      |
| Siegerin   | 2017/2 | Ukrainischer Pokal (Fr. Pyr.)          | Schanna Schmattschenko | 5:0      |
| Siegerin   | 2017   | Ukrainische Meisterschaft (Dyn. Pyr.)  | Sarjana Prytuljuk      | 5:2      |
| Siegerin   | 2017/F | Ukrainischer Pokal (Fr. Pyr.)          | Anna Kotljar           | 5:3      |
| Siegerin   | 2018   | Ukrainische Meisterschaft (Komb. Pyr.) | Anna Kotljar           | 4:3      |
| Finalistin | 2018   | Moskauer Bürgermeisterpokal            | Diana Mironowa         | 4:5      |
| Finalistin | 2018   | Weltmeisterschaft (Freie Pyramide)     | Diana Mironowa         | 2:5      |
| Siegerin   | 2019   | Ukrainische Meisterschaft (Komb. Pyr.) | Ljubow Schyhajlowa     | 4:0      |
| Siegerin   | 2019   | Ukrainische Meisterschaft (Dyn. Pyr.)  | Marija Pudowkina       | 4:1      |
| Siegerin   | 2022/1 | Ukrainischer Pokal (Fr. Pyr.)          | Marija Skotschuk       | 5:1      |

## Teilnahmen an Weltmeisterschaften
| Disziplin            | 2011              | 2012              | 2013              | 2014              | 2015              | 2016  | 2017  | 2018  | 2019  | 2020  | 2021  |
| -------------------- | ----------------- | ----------------- | ----------------- | ----------------- | ----------------- | ----- | ----- | ----- | ----- | ----- | ----- |
| Freie Pyramide       | R                 | VF                | VF                | VF                | VF                | F     | n. a. | F     | HF    | n. a. | –     |
| Dynamische Pyramide  | n. a.             | R                 | n. a.             | n. a.             | HF                | n. a. | n. a. | VF    | n. a. | n. a. | n. a. |
| Kombinierte Pyramide | nicht ausgetragen | nicht ausgetragen | nicht ausgetragen | nicht ausgetragen | nicht ausgetragen | –     | AF    | n. a. | VF    | n. a. | n. a. |

| Legende | Legende                               |
| ------- | ------------------------------------- |
| S       | Siegerin                              |
| F       | Finalistin                            |
| HF      | Halbfinalistin                        |
| VF      | Viertelfinalistin                     |
| AF      | Achtelfinalistin                      |
| LX      | Niederlage in der Runde der letzten X |
| R2      | Niederlage in Runde 2                 |
| R       | Vorrundenaus/Niederlage in Runde 1    |
| –       | nicht teilgenommen                    |
| n. a.   | nicht ausgetragen                     |